# Unidades usuais nos Estados Unidos

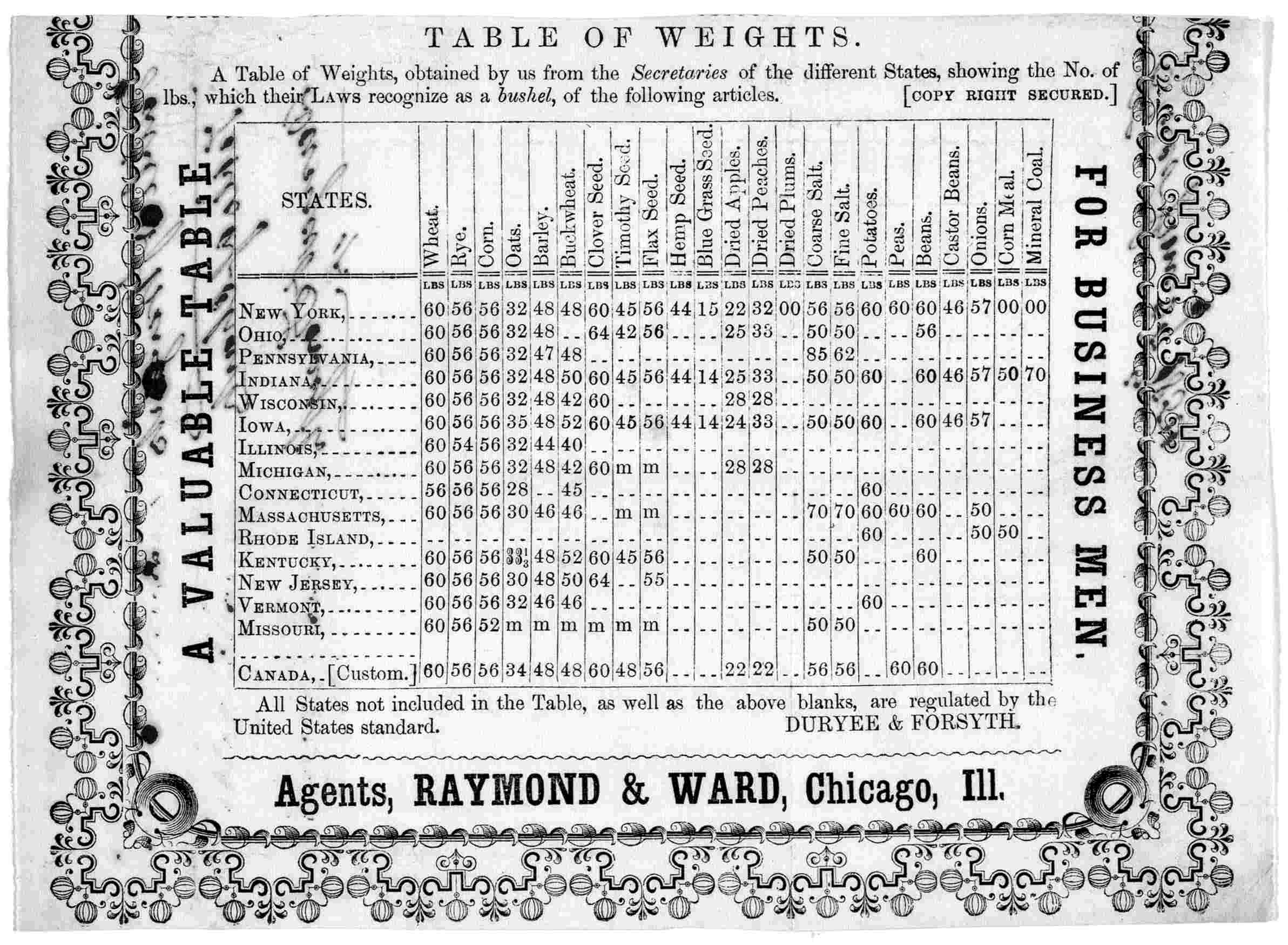
Tabela de pesos mostrando o equivalente, em libras, a um bushel de diferentes produtos, em vários Estados americanos. c. 1854

Países usando o Sistema métrico (SI), imperial,
e o sistema habitual dos EUA a partir de 2019

As unidades usuais nos Estados Unidos formam um sistema de medida tradicionalmente utilizado nos EUA. Muitas dessas unidades de medida, ainda em uso corrente no país, são praticamente idênticas às suas contrapartes do sistema imperial britânico. Porém, como as unidades  americanas foram adotadas antes da padronização do sistema  imperial, em 1824, há várias diferenças numéricas entre as unidades americanas e as  chamadas unidades inglesas.
Os americanos usam unidades habituais em atividades comerciais, bem como para uso pessoal e social. Na ciência, na medicina, em muitos setores da indústria e em algumas áreas governamentais e militares, são usadas unidades métricas. O Sistema Internacional de Unidades (SI), a forma moderna do sistema métrico, é o preferido para muitos usos pelos Estados Unidos e utilizado pelo Instituto Nacional de Padrões e Tecnologia (NIST). Para unidades de medida mais recentes, onde não há unidade tradicional tradicional, são usadas unidades internacionais, às vezes misturadas com unidades habituais, por exemplo, a resistência elétrica doe um fio expressa em ohm-pés (SI).

## Comprimento
Para medir o comprimento, o sistema habitual dos EUA usa a polegada, o pé, a jarda e a milha, que são as únicas quatro medidas de comprimento habituais no uso diário. A partir de 1893, o pé foi legalmente definido como exatamente 1200/3937 m (≈0,3048006 m). 
Desde 1º de julho de 1959, as unidades de comprimento são definidas com base em 1 jarda = 0,9144 metros, exceto para algumas aplicações em levantamentos.

## Área
| Unidade                              | Divisões                               | Equivalente SI |
| ------------------------------------ | -------------------------------------- | -------------- |
| Relações exatas mostradas em negrito |                                        |                |
| 1 square survey foot (sq ft or ft2)  | 144 square inches                      | 0.09290341 m2  |
| 1 square chain (sq ch or ch2)        | 4356 sq. ft (survey) or 16 sq. rods    | 404.6873 m2    |
| 1 acre                               | 43560 sq. ft (survey) or 10 sq. ch.    | 4046.873 m2    |
| 1 seção                              | 640 acres or 1 milha quadrada (survey) | 2.589998 km2   |
| 1 survey township (twp.)             | 36 seções or 4 sq. leagues             | 93.23993 km2   |

A unidade de área mais usada com um nome não relacionado a qualquer unidade de comprimento é o acre. O Instituto Nacional de Padrões e Tecnologia (NIST) afirma que as unidades de área habituais são definidas em termos de pé quadrado de pesquisa, não de pé quadrado internacional.

## Volume
| Volume no geral                    | Volume no geral            | Volume no geral                   |
| Unidade                            | Divisiões                  | Equivalente SI                    |
| ---------------------------------- | -------------------------- | --------------------------------- |
| 1 polegada cúbica (cu in) or (in3) |                            | 16.387064 mL                      |
| 1 pé cúbico (cu ft) or (ft3)       | 1728 cu in                 | 28.316846592 L                    |
| 1 jarda cúbica (cu yd) or (yd3)    | 27 cu ft                   | 764.554857984 L 0.764554857984 m3 |
| 1 acre-pé (acre-ft)                | 43560 cu ft 1613.333 cu yd | 1.23348183754752 ML 1233.482 m3   |

A polegada cúbica, o pé cúbico e a jarda cúbica são comumente usados para medir o volume. Além disso, existe um grupo de unidades para medir volumes de líquidos (com base no galão de vinho e subdivisões da onça fluida) e outro para medir volumes de material seco, cada um com seus próprios nomes e subunidades.
Embora as unidades e seus nomes sejam semelhantes às unidades do sistema imperial, muitas unidades são compartilhadas entre os dois sistemas como um todo; com relação ao volume, no entanto, é exatamente o contrário. A independência dos EUA do Império Britânico décadas antes da reforma das unidades em 1824 - mais notavelmente o galão, suas subdivisões e (em massa) combinações superiores acima da libra - é a causa das diferenças de valores. Como não participante dessa reforma, os EUA manteve os sistemas separados para medir os volumes de líquidos e materiais secos, enquanto o sistema imperial unificou as unidades para ambos sob um novo galão imperial.

## Peso e massa
A libra avoirdupois, que forma a base do sistema habitual dos EUA de massa, é definido como exatamente 453,59237 gramas por acordo entre os EUA, o Reino Unido e outros países de língua inglesa em 1959. Outras unidades de massa são definidas em termos disso.
A libra avoirdupois é legalmente definida como uma medida de massa, mas o nome libra também é aplicado a medidas de força. Por exemplo, em muitos contextos, a libra avoirdupois é usada como uma unidade de massa, mas em alguns contextos, o termo "libra" é usado para se referir a "libra-força". O slug é outra unidade de massa derivada da libra-força.

## Medidas de grãos
Na prática agrícola, um bushel é um volume fixo de 2150.42 polegadas cúbicas. A massa de grãos, portanto, varia de acordo com a densidade. Alguns exemplos de peso nominal, são:-
- 1 bushel (milho)  = 56 lb = 25.4012 kg
- 1 bushel (trigo)  = 60 lb = 27.2155 kg
- 1 bushel (cevada) = 48 lb = 21.7724 kg

Em termos comerciais, bushel é um termo usado para se referir a esses pesos nominais. Embora mesmo isso varia. Com aveia, Canadá usa 34 lb bushels e os Estados Unidos usam 32 lb bushels.

## Medidas de cozinha
| Medida              | Austrália | Canadá | UK         | Estados Unidos | FDA    |
| ------------------- | --------- | ------ | ---------- | -------------- | ------ |
| Colher de chá       | 5 mL      | 5 mL   | 4.74 mL    | 4.93 mL        | 5 mL   |
| Colher de sobremesa |           |        | 9.47 mL    | —              | —      |
| Colher de sopa      | 20 mL     | 15 mL  | 14.21 mL   | 14.79 mL       | 15 mL  |
| Onça fluída         | —         |        | 28.41 mL   | 29.57 mL       | 30 mL  |
| Copo                | 250 mL    | 250 mL | 284.13 mL  | 236.59 mL      | 240 mL |
| Pinto               | —         |        | 568.26 mL  | 473.18 mL      | –      |
| Quarto              | —         |        | 1136.52 mL | 946.35 mL      | –      |
| Galão               | —         |        | 4546.09 mL | 3785.41 mL     | –      |

A mais comum prática de medidas caseiras para ambos os ingredientes líquidos e secos nos Estados Unidos (e muitos outros países) são a colher de chá, colher de sopa e copo, juntamente com metades, terços, quartos e oitavos destes.  Libras, onças, onças fluidas, e tamanhos comuns também são usados, como pode (tamanho presumido varia dependendo do produto), jar, quadrado (ex., 1 oz avdp. de chocolate), stick (ex., 4 oz avdp. manteiga) ou frutas/legumes (e.g., uma metade de limão, duas cebolas médias).
Algumas medidas de volume comum em países de língua Inglês são mostradas à direita. As medidas volumétricas aqui são para comparação.

## Unidades de temperatura
Graus Fahrenheit são usados nos Estados Unidos para medir temperaturas na maioria dos contextos não-científicos. A escala de Rankine de temperatura absoluta também viu algum uso em termodinâmica. Cientistas em todo o mundo usam o kelvin e grau Celsius. Várias normas técnicas de temperatura são expressas em Fahrenheit e praticantes de medicina dos EUA costumam usar graus Fahrenheit para temperatura corporal.
A relação entre as diferentes escalas de temperatura é linear, mas as escalas têm diferentes pontos de zero de modo que a conversão não é simplesmente a multiplicação por um fator: a água pura é definida para congelar em 32 ° F = 0 ° C e ferve a 212 ° F = 100 ° C a 1 atm; a fórmula de conversão é facilmente demonstrada ser:
{\displaystyle F={\frac {9}{5}}C+32} ou inversamente como {\displaystyle C={\frac {5}{9}}(F-32).}

## Outras unidades
- 1 Board-foot = 2.360 dm³
- 1 Unidade térmica Britânica (Btu) ~ 1055 J
- 1 Caloria (cal) = 4.184 J
- 1 Calorias grandes (quilocaloria, pé caloria) (Cal, kcal) = 4.184 kJ
- 1 Palmo = 10.16 cm
- 1 HP ~ 746 W
- 1 R-valor (ft²·°F·h/Btu) ~ 0.1761 RSI (K·m²/W)
- 1 Slug (massa) = 1 lbf·s²/ft
- Várias combinações de unidades, são de uso comum, incluindo a pé-libra e a psi; estes são diretamente definidos com base nas unidades básicas acima.

## Outros nomes para unidades habituais dos EUA
O Código dos Estados Unidos refere-se a estas unidades como "sistemas tradicionais de pesos e medidas".
Outras formas comuns de se referir ao sistema são: habitual, padrão, inglês ou imperial (que se refere às medidas de reforma pós-1824 usadas nos países do Império Britânico e da Commonwealth). Outro termo é o sistema pé-libra-segundo (FPS), em oposição aos sistemas centímetro-grama-segundo (CGS) e metro-quilograma-segundo (MKS).
Um nome pejorativo, por vezes  usado pelos defensores do sistema métrico, é UFF por Unidades Fred Flintstone.